# Бульдог Драммонд
Бульдог Драммонд (англ. Bulldog Drummond) — литературный персонаж, созданный Саппером (псевдоним Германа Сирила Макнейла, 1888—1937). Заглавный герой серии романов, впервые опубликованных в период с 1920 по 1954 годы. Считается одним из прототипов Джеймса Бонда.

## Описание
Драммонд — капитан, имеющий Орден «За выдающиеся заслуги» и Военный крест, ветеран Первой мировой войны, который после войны стал частным детективом.
Penzler, Otto et al., Detectionary, Overlook Press, New York, 1977. ISBN 0879510412l2.:

Драммонд выглядит как английский джентльмен: человек, который упорно сражается, жёстко играет и живёт порядочно… Его лучший друг не назвал бы его красивым, но он обладает таким типом привлекательной неказистости, которая немедленно внушает уверенность… Только глаза выделяются на лице. Глубоко посаженные и прямолинейные, с ресницами, которым бы позавидовала любая женщина, они показывают его спортсменом и искателем приключений. Драммонд преступает закон, когда он чувствует, что цель оправдывает средства
Оригинальный текст (англ.)Drummond... has the appearance of an English gentleman: a man who fights hard, plays hard and lives clean... His best friend would not call him good-looking but he possess that cheerful type of ugliness which inspires immediate confidence ... Only his eyes redeem his face. Deep-set and steady, with eyelashes that many women envy, they show him to be a sportsman and an adventurer. Drummond goes outside the law when he feels the ends justify the means.

Персонаж впервые появился в одноимённом романе «Бульдог Драммонд» (1920) и потом неоднократно фигурировал в литературе и кинематографе. После смерти автора Макнейла в 1937 году, его друг Джерард Фэйрли продолжил написание историй про этого персонажа. Ян Флеминг признал, что Драммонд оказал влияние на образ Джеймса Бонда.
В кино его играли следующие актёры: Джек Бьюкенен, Рональд Колман, Джон Говард, Уолтер Пиджин и Ричард Джонсон (актёр).

## Антагонисты
Первые четыре книги Драммонд борется против Карла Петерсона, которого убивает в книге «The Final Count». Петерсон частично основан на суперзлодеях прошлого, например, профессоре Мориарти. Это подтверждает предложение Драммонда, в романе The Third Round, что они сражались на леднике, что похоже на дуэль Шерлока Холмса и Мориарти на Райхенбахском водопаде. Комплексным поведением он также напоминает доктора Фу Манчу из произведений Сакса Ромера.
В пятой книге, The Female of the Species, противником Драммонда становится Ирма, предположительно любовница Петерсона, которая мстит за смерть Карла.

## Романы
- Bulldog Drummond (1920, by McNeile)
- The Black Gang (1922, by McNeile)
- The Third Round (1924, by McNeile)
- The Final Count (1926, by McNeile) «A scientist has invented a poison which will end war. He is seized, along with large quantities of the poison (which causes instantaneous death wherever it is sprayed). The kidnapper, an old enemy of Bulldog Drummond, intends to use the deadly invention for his own foul ends.»[2]
- The Female of the Species (1928, by McNeile) «Carl Peterson, a long-time villain, has been killed by Bulldog Drummond but Peterson’s mistress escapes and turns the tables on the detective. She kidnaps Drummond’s bride and plays a nerve-jangling game of hide-and-seek.»[2]
- Temple Tower (1929, by McNeile)
- The Return of Bulldog Drummond (1932, by McNeile)
- Knock-Out (1933, by McNeile)
- Bulldog Drummond at Bay (1935, by McNeile)
- The Challenge (1937, by McNeile)
- Bulldog Drummond on Dartmoor (1938, by Gerard Fairlie)
- Bulldog Drummond Attacks (1939, by Fairlie)
- Captain Bulldog Drummond (1945, by Fairlie)
- Bulldog Drummond Stands Fast (1947, by Fairlie)
- Hands Off Bulldog Drummond (1949, by Fairlie)
- Calling Bulldog Drummond (1951, by Fairlie)
- The Return of the Black Gang (1954, by Fairlie)
- Deadlier Than the Male (1966, by Henry Reymond)—from an original story by Jimmy Sangster
- Some Girls Do (1969, by Henry Reymond)—based on the film script by David Osborn & Liz Charles-Williams

## Рассказы Макнейла
- «Lonely Inn»
- «The Mystery Tour»
- «The Oriental Mind»
- «Thirteen Lead Soldiers»
- «Wheels Within Wheels»

## Инсценировки
- Bulldog Drummond (1925, by Джеральд ду Морье[англ.] и Макнейл)

## Экранизации
| Год             | Название                                                                           | Актёр             |
| --------------- | ---------------------------------------------------------------------------------- | ----------------- |
| Motion Pictures |                                                                                    |                   |
| 1923            | Bulldog Drummond                                                                   | Carlyle Blackwell |
| 1925            | Bulldog Drummond's Third Round                                                     | Jack Buchanan     |
| 1928            | Captain Swagger                                                                    | Rod La Rocque     |
| 1929            | Бульдог Драммонд                                                                   | Рональд Колман    |
| 1930            | Temple Tower                                                                       | Kenneth MacKenna  |
| 1934            | The Return of Bulldog Drummond                                                     | Ralph Richardson  |
| 1934            | Bulldog Drummond Strikes Back                                                      | Ronald Colman     |
| 1935            | Bulldog Jack                                                                       | Atholl Fleming    |
| 1937            | Bulldog Drummond's Revenge                                                         | John Howard       |
| 1937            | Bulldog Drummond at Bay                                                            | John Lodge        |
| 1937            | Bulldog Drummond Comes Back                                                        | John Howard       |
| 1937            | Bulldog Drummond Escapes                                                           | Ray Milland       |
| 1938            | Bulldog Drummond in Africa                                                         | John Howard       |
| 1938            | Bulldog Drummond's Peril                                                           | John Howard       |
| 1939            | Bulldog Drummond's Secret Police                                                   | John Howard       |
| 1939            | Arrest Bulldog Drummond                                                            | John Howard       |
| 1939            | Bulldog Drummond's Bride                                                           | John Howard       |
| 1947            | Bulldog Drummond Strikes Back                                                      | Ron Randell       |
| 1947            | Bulldog Drummond at Bay                                                            | Ron Randell       |
| 1948            | The Challenge                                                                      | Tom Conway        |
| 1948            | 13 Lead Soldiers                                                                   | Tom Conway        |
| 1951            | Calling Bulldog Drummond                                                           | Walter Pidgeon    |
| 1952            | Bulldog Drummond                                                                   | Robert Beatty     |
| 1967            | Deadlier Than the Male                                                             | Richard Johnson   |
| 1969            | Some Girls Do                                                                      | Richard Johnson   |
| Television      |                                                                                    |                   |
| 1957            | Douglas Fairbanks, Jr., Presents Episode: «Bulldog Drummond and The Ludlow Affair» | Robert Beatty     |

## Расизм
С точки зрения современного читателя, произведения Макнейла наполнены джингоистскими и расистскими стереотипами. Это типично для британских приключенческих историй того периода (ср. англ. Greenmantle, Бакен, 1916), но в работах Макнейла особенно часто проявляется враждебное отношение к иностранцам, особенно немцам, и евреям.
В The Final Count, например, Россия именуется как «управляемая кликой чужеземных евреев-убийц». Ранее в этой книге один из компаньонов Драммонда маскируется под «отвратительно выглядящего маленького жида»
В The Female of the Species Драммонд переодевается в Педро — чёрного слугу Ирмы и, неожиданно открываясь ей, заявляет: «Неправда, что каждая борода — фальшивая, но правда, что каждый черномазый воняет. Эта борода, голубчик, не фальшивая, и этот черномазый не воняет. Нет ли здесь какого-то нарушения логики?». Этот эпизод цитируется Ричардом Докинзом в книге «Бог как иллюзия» в качестве иллюстрации быстрой смены парадигмы социального мышления.